# Adam Hudec
Adam Hudec (* 3. November 1949 in Banská Štiavnica) ist ein slowakischer Musiker und Komponist.

## Leben
Adam Hudec studierte Oboe, Gesang und Komposition am Konservatorium in Bratislava. Dort wirkte er auch im Orchester des Pressburger Rundfunks mit. Ab 1975 leitete er über 20 Jahre die Blaskapelle Malokarpazká. Von 1990 bis 1996 war er Präsident des Slowakischen Blasmusikverbandes und ist nun Ehrenvorsitzender. 2002 komponierte Hudec die Drosselpolka für den damaligen Europameister der Böhmisch-Mährischen Blasmusik in der Oberstufe die Hergolshäuser Musikanten. 2009 wurde Hudec der Preis von Karol Pádivý zugesprochen für den ersten slowakischen Zyklus von sieben Konzerten für Solistische Blasinstrumente und großes Orchester. 

## Werke (Auszug)
- 4 Freunde
- Drosselpolka
- Glissando-Polka
- Polka für Trompete
- TenBar-Galopp
- Tenoristenflirt
- 50 Years for Music
- Franz und Matthias
- Evicka Polka
- Unsere schwarze Amsel
- Brummgalopp
- Leuchtende Trompete
- Unser Bayern, unser Allgäu

## Diskographie
- Malokarpazka Slowakische Blaskapelle – Malokarpazka #1
- Malokarpazka Slowakische Blaskapelle – Malokarpazka #3